# Rieselgetal
Een Rieselgetal is een oneven getal {\displaystyle k} met de eigenschap dat voor alle gehele getallen {\displaystyle n} het getal {\displaystyle k\cdot 2^{n}-1} geen priemgetal is. De Zweed Hans Riesel bewees in 1956 dat er oneindig veel van dergelijke getallen bestaan. Het getal 509 203, het kleinst bekende, is ook door hem gevonden. Als je hierbij een positief veelvoud van 11 184 810 optelt, krijg je weer een Rieselgetal. Rieselgetallen vertonen een grote overeenkomst met Sierpińskigetallen, waarvoor {\displaystyle k\cdot 2^{n}+1} voor alle {\displaystyle n} geen priemgetal is.

## Bewijs
Het bewijs dat een getal een Rieselgetal is, gaat met behulp van een covering-set. Dat is een verzameling priemgetallen die bij een Rieselgetal {\displaystyle k} hoort, zo dat voor iedere {\displaystyle n} geldt dat {\displaystyle k\cdot 2^{n}-1} deelbaar is door een van deze getallen. Zo heeft bijvoorbeeld {\displaystyle 509.203} de covering-set {3, 5, 7, 13, 17, 241}, want voor iedere {\displaystyle n} is er een element van de covering-set die deler is van {\displaystyle 509.203\times 2^{n}-1}. Er geldt namelijk:
{\displaystyle 509.203\times 2^{0}-1} is deelbaar door 3;
{\displaystyle 509.203\times 2^{1}-1} is deelbaar door 5;
{\displaystyle 509.203\times 2^{2}-1} is deelbaar door 3;
{\displaystyle 509.203\times 2^{3}-1} is deelbaar door 241;
{\displaystyle \vdots }
{\displaystyle 509.203\times 2^{23}-1} is deelbaar door 7.
Nu is {\displaystyle 509.203\times 2^{24}\equiv 509.203\times 2^{0}\!\!\!\!{\pmod {5.592.405}}}, met 5.592.405 het product van de getallen in de covering-set. 

Vanwege de congruentie kan {\displaystyle n} gereduceerd worden modulo 24. Dus is bewezen dat 509.203 een Rieselgetal is.
De enige bekende vijf Rieselgetallen kleiner dan een miljoen zijn:
{\displaystyle 509.203\times 2^{n}-1} met covering-set {3, 5, 7, 13, 17, 241}
{\displaystyle 762.701\times 2^{n}-1} met covering-set {3, 5, 7, 13, 17, 241}
{\displaystyle 777.149\times 2^{n}-1} met covering-set {3, 5, 7, 13, 19, 37, 73}
{\displaystyle 790.841\times 2^{n}-1} met covering-set {3, 5, 7, 13, 19, 37, 73}
{\displaystyle 992.077\times 2^{n}-1} met covering-set {3, 5, 7, 13, 17, 241}

## Het Rieselprobleem
Het Rieselprobleem bestaat uit het bepalen van het kleinste Rieselgetal. Er wordt beweerd dat dit 509.203 is. Om dit te bewijzen dient bij alle oneven getallen {\displaystyle k<509.203} een getal {\displaystyle n} te worden gezocht, zodat {\displaystyle k\cdot 2^{n}-1} een priemgetal is. Omstreeks eind 2007 waren er nog 72 getallen te gaan, sinds oktober 2014 nog 50. Indien bij deze 50 getallen {\displaystyle k} een getal {\displaystyle n} wordt gevonden, is daarmee aangetoond dat 509.203  het kleinste Rieselgetal is.

## Rieselzeef
Rieselzeef is een distributed computingproject waaraan iedereen kan deelnemen met zijn pc. De computer downloadt een programma dat priemgetallen gaat zoeken van de vorm {\displaystyle k\cdot 2^{n}-1} voor de resterende {\displaystyle k}'s. Het project is nu ondergebracht bij PrimeGrid.